# 翊軍將軍
翊軍將軍，为中国古代将军名号。
东汉献帝建安年末，刘备置，统兵。公元214年，赵云与刘备、诸葛亮在成都会合，合围成都。平定益州后，赵云封翊軍將軍。蜀汉沿用，魏滅蜀后废止。北齐用以褒赏勋臣，无职掌，从二品。隋朝初列为散号将军，从六品上，隋炀帝大业三年（607年）罢用。